# Inkrementalismus
Inkrementalismus (z lat. incrementum – zvyšování) je metoda dosahování určitého cíle postupně a zvolna, po dílčích částech. Použit může být jak v projektech vyžadujících rozsáhlé plánování, tak v těch, které je nepotřebují a jasný je pouze cíl; stejně tak může být rozvržen časově nebo v případech, kdy není nutné znát termín celkového dokončení, toliko coby sled dílčích cílů, kdy každý začíná po skončení toho předchozího.
Inkementalismus může být vykládán též jako inkrementální (postupný) rozhodovací proces, směřující k danému cíli. Takto chápaný proces čelí většinou větší kritice ve prospěch jiných rozhodovacích a plánovacích strategií kvůli jeho nedostatečné koncepci a integritě.
Inkrementalismus tak tvoří protiklad jiných metod a strategií uskutečňování cílů (například strategie top-down & bottom-up, česky přibližně seshora dolů a zdola nahoru). Jeho přímé opositum, které aspiruje k dosáhnutí změny v jednom atomárním kroku, bývá (byť řídce) nazýváno revolucionismus.
Inkrementalismus může též fungovat jako strategie prosazení změny, která je jako celek veřejnosti nepřijatelná, ale tento odpor je prostřednictvím dílčích změn v určité fázi převážen. Tuto „plíživou“ formu inkrementalismu obhajoval americký politolog Charles E. Lindblom.

## Příklady
- Práce Publia Vergilia Maro na jeho básnich Aeneis a Georgica, které údajně psal rychlostí pouhých tří veršů za den.[1]
- Příkladem může být i proces, kterým se prostřednictvím editací uživatelů z Wikipedie stala největší on-line encyklopedie světa.
- Logický inkrementalismus předpokládá, že daná celková změna je velmi citlivá.
- Prosazování některých cílů je uskutečňováno prostřednictvím inkrementalismu po množstvích velmi malých změn, prováděných napříč dostatečně dlouhým obdobím.

## Analogie s žábou
Princip inkrementalismu se spojuje s podobenstvím toho, „jak uvařit žábu“. Pokud je tato vhozena do horké vody, ihned vyskočí. Pokud bude ovšem vložena do studené vody a ta bude postupně přiváděna k varu, žába se uvaří. Ve skutečnosti je to nesmysl, neboť žába z té vody vyskočí, jakmile jí bude příliš horko.[zdroj?]